# Родригес, Рандаль
Рандаль Хонас Родригес Лукас (исп. Randall Jonas Rodríguez Lucas; род. 29 ноября 2003, Мальдонадо) — уругвайский футболист, вратарь клуба «Велес Сарсфилд» и сборной Уругвая.

## Клубная карьера
Родригес — воспитанник клуба «Пеньяроль».

## Международная карьера
В 2023 году в составе молодёжной сборной Уругвая Родригес принял участие в молодёжном чемпионате Южной Америки в Колумбии. На турнире он сыграл в матчах против сборных Колумбии, Чили, Боливии, Парагвая, Бразилии, Эквадора, а также дважды Венесуэлы.
В том же году Родригес стал победителем молодёжного чемпионата мира в Аргентине. На турнире он сыграл в матчах против команд Ирака, Англии, Туниса, Гамбии, США, Израиля и Италии.

## Достижения
Сборная Уругвая
- Чемпион молодёжного чемпионата мира: 2023